# Friedrich Wilhelm von Buxhöwden
Friedrich Wilhelm von Buxhöwden (psáno též Buxhoeveden či Buxhœwden, rusky Фёдор Фёдорович Буксгевден, Fjodor Fjodorovič Buksgevden; 14. září 1750 Muhu, Livonská gubernie, Ruské impérium – 23. srpna 1811 Koluvere, Vykský ujezd, Estonská gubernie, Ruské impérium) byl ruský hrabě a generál pěchoty, estonský Němec, příslušník livonského šlechtického rodu. Ve službách ruských panovníků se účastnil válek proti Švédům i Turkům, potlačoval polské povstání a také bojoval proti napoleonské Francii.

## Život
Buxhöwdenové představovali starý šlechtický rod pobaltských Němců v Livonsku, kam přišli někdy kolem 13. století z Dolního Saska. Friedrich Wilhelm se narodil v roce 1750 na ostrově Moon u Öselu. Byl velmi bohatý a svého prominentního postavení dosáhl výhodným sňatkem (1777) s hraběnkou Natálií Alexejevovou, která byla údajně nemanželskou dcerou Grigorije Orlova (1734–1783) s dvorní dámou, podle některých tvrzení snad dokonce carevnou Kateřinou II. Velikou, podle jiných s členkou rodu Apraxinů.

### Rozvoj vojenské kariéry

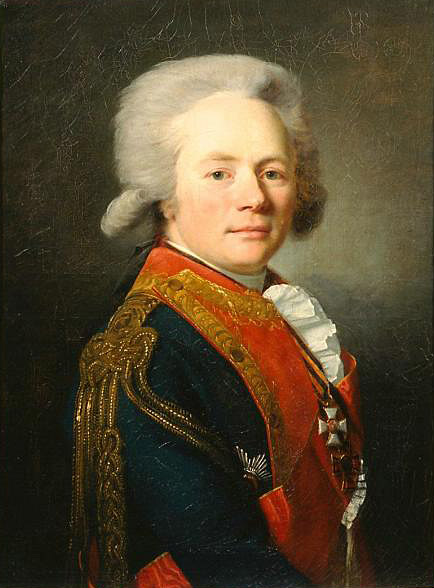
Portrét od Jean-Louise Voilleho z roku 1789

Po absolvování vojenské školy byl jako čtrnáctiletý v roce 1764 zařazen do technických jednotek ruské carské armády a zúčastnil se bojových operací proti Osmanské říši. V létě 1770 byl za statečnost jmenován důstojníkem. O rok později byl však těžce zraněn při dobývání pevnosti Brailov, a když se vyléčil, stal se pobočníkem generála knížete Orlova, což akcelerovalo jeho další vojenský postup.
V dubnu 1783 se stal Buxhöwden velitelem velitelem pěšího pluku a v roce 1787 pobočníkem carevny Kateřiny II. Bojoval ve válce proti Švédskému království, zúčastnil se první bitvy u Svensksundu (24. srpna 1789) a za prokázanou statečnost byl v srpnu 1789 jmenován generálem. Ve funkci velitele divize se účastnil potlačování polského povstání, podílel se na dobytí Pragy a poté byl v roce 1795 jmenován vojenským velitelem Varšavy. V témže roce mu pruský král udělil hraběcí titul.

### Výměna panovníků
Po nástupu Pavla I. na trůn (1796) se stal Buxhöwden generálním gubernátorem Sankt-Petěrburgu a získal (ruský) hraběcí titul. V září 1798 však upadl v nemilost, byl zbaven všech funkcí a přinucen k odchodu do exilu. Až s nástupem Pavlova nejstaršího syna a následníka Alexandra I. (1801) mu byl umožněn návrat do služeb carského dvora. Od jara 1803 zastával funkci inspektora Livonské inspekce a rižského vojenského gubernátora, tehdy již v hodnosti generála pěchoty.

### Válka třetí koalice
Po vzniku třetí protifrancouzské koalice v srpnu 1805 byl jmenován velitelem jedné ze tří armád, které Rusko vyslalo do válečného tažení, tzv. Volyňské armády. S ní podléhal velení hlavního velitelství ruských vojsk s generálem pěchoty Ivanem I. Michelsonem v čele. Armáda se soustředila na hranicích mezi Ruským a Rakouským císařstvím a jejím úkolem byl postup do českých zemí a ve spolupráci s pruskými vojsky následný pochod k Rýnu. Po fiasku rakouské Dunajské armády u Ulmu v říjnu 1805 se však Buxhöwdenovy rozkazy změnily a vyrazil na Moravu k posile ruské Podolské armády generála Michaila I. Kutuzova.

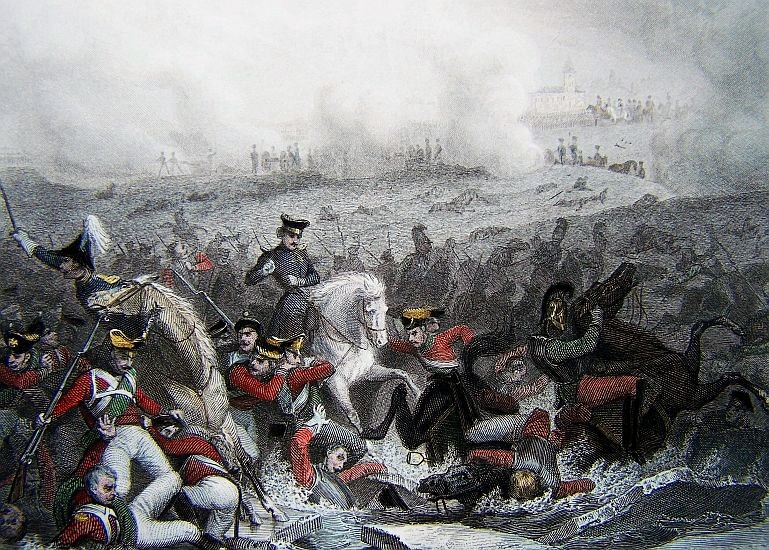
Vyobrazení legendy o proboření ledu na rybnících v závěru bitvy u Slavkova vyjadřuje katastrofální ztráty Buxhöwdenových vojsk

Buxhöwden se na tažení důkladně vybavil, cestoval s jedenácti kočáry, početným služebnictvem i smečkou psů. Jeho armáda čítala celkem více než 29 000 vojáků – sedm mušketýrských pluků, dva myslivecké, po jednom granátnickém, dragounském a husarském pluku a šest pluků kozáků. Volyňská armáda pochodovala přes Slezsko na Moravu k Vyškovu, odkud se spolu s Podolskou armádou stáhla před Olomouc. Po spojení armád byl Buxhöwden pověřen velením tří pochodových kolon na levém spojeneckém křídle (1. Dochturovovy, 2. Langeronovy a 3. Przybyszewského), s nimiž absolvoval rozhodující bitvu u Slavkova 2. prosince 1805. 
Úroveň jeho velení byla podle svědectví slabá. Jeho vojska bojovala na jižním úseku u obce Telnice, bitva se však vyvíjela ve francouzský prospěch a Buxhöwden dal příliš pozdě rozkaz k ústupu. Jeho tři kolony utrpěly drtivé ztráty a levé křídlo se fakticky rozpadlo, mnoho vojáků bylo obklíčeno a zajato. Sám generál i se svým štábem uprchl a vojsko zanechal svému osudu, iniciativu za něj převzal jeho podřízený generál Dochturov, který shromažďoval zbytek vojsk třetí kolony u Nesvačilky.

### Závěr kariéry
Díky kontaktům u dvora se Buxhöwden udržel v carově přízni a od léta 1806 velel samostatnému armádnímu sboru. Ze zdravotních důvodů však musel vojska opustit ještě před zahájením bojových akcí. Po uzavření tylžského míru s Napoleonovou Francií (1807) byl jmenován hlavním velitelem ruské armády a řídil její reorganizaci.  
Zastával funkci hlavního armádního velitele také za války proti Švédskému království a do podzimu 1808 dokázal dobýt celé Finsko. Spíše než na vedení války měl však Buxhöwden patrně větší zájem na politickém podřízení dobytých území ruské koruně. Po bitvě u Oravais 14. září 1808, která skončila ruským úspěchem, aktivně zahájil jednání o příměří a koncem září bylo ve finském městě Lohtaja podepsáno příměří. I přes výhodnost však ruský dvůr dohodu neakceptoval a mělo se za to, že Buxhöwden překročil své pravomoci a konal proti zájmům Ruska. Byl vyzván k rezignaci. V listopadu téhož roku s odvoláním na zdravotní důvody rezignoval na všechny své funkce a v prosinci opustil Finsko. Ve velení ruské okupační armády ve Finsku jej nahradil generál hrabě Nikolaj M. Kamenskij.
Uchýlil se na svá panství v Estonsku, kde na zámku Lohde (později Koluvere) v roce 1811 ve věku 60 let zemřel.